# Kladenský maratón
Kladenský maratón pořádají od roku 2002 na Městském stadionu Sletiště v Kladně Maratón klub Kladno a A.C. TEPO Kladno.

## Pravidla
Jedná se o klasický maratón, který tvoří osm okruhů v přilehlém lesoparku Lapák se startem a cílem na dráze atletického stadionu. Pravidla závodu odpovídají pravidlům Mezinárodní asociace atletických federací IAAF.

## Historie
Závodu se již zúčastnili běžci z dvanácti zemí z celého světa a v jeho rámci bylo čtyřikrát pořádáno Mistrovství České republiky veteránů. V roce 2016 bylo Kladenskému maratónu uděleno *** hodnocení od European Atletics v rámci Running For All. Rekord maratónu drží jeho mnohonásobný účastník Mulugeta Serbessa z roku 2009 a Ivana Martincová z roku 2008. Mezi startéry Kladenského maratónu se zařadili i atletické legendy jako Eliška Klučinová, Vlastimil Zwiefelhofer nebo Ivan Uvizl s Jiřím Šoptěnkem. Součástí maratónu jsou i dětské běhy.

## Přehled vítězů
| Rok  | muži                                         | čas     | ženy                                     | čas     |
| ---- | -------------------------------------------- | ------- | ---------------------------------------- | ------- |
| 2002 | Tomáš Ulma; Praha - Satalice                 | 2:43:23 | Martina Popovová; Maratón klub Kladno    | 3:40:38 |
| 2003 | Mulugeta Serbessa; Olymp Praha               | 2:35:27 | Martina Popovová; Maratón klub Kladno    | 3:43:16 |
| 2004 | Mulugeta Serbessa; Olymp Praha               | 2:32:54 | Iveta Kokešová; Maratón klub Kladno      | 3:36:44 |
| 2005 | Jiří Wallenfels; Sokol Královské Vinohrady   | 2:39:47 | Simona Koščová; Praha                    | 3:31:07 |
| 2006 | Daniel Orálek; Moravská Slávia Brno          | 2:34:34 | Jiřina Kociánová; Křenovice              | 3:10:32 |
| 2007 | Ervin Idris Beshir; Loko Beroun              | 2:43:40 | Ivana Ducháčková; Sokol Unhošť           | 3:13:17 |
| 2008 | Miloš Fiala; Dukla Praha                     | 2:34:46 | Ivana Martincová; Moravská Slávia Brno   | 2:51:42 |
| 2009 | Mulugeta Serbessa; Sokol České Budějovice    | 2:27:30 | Jiřina Kociánová; AHA Vyškov             | 3:08:14 |
| 2010 | Mulugeta Serbessa; Ortopedie Týn nad Vltavou | 2:28:21 | Michaela Dimitriadu; Želvička Team Praha | 2:57:58 |
| 2011 | Mulugeta Serbessa; Ortopedie Týn nad Vltavou | 2:30:28 | Alena Krcháková; AC Moravská Slávia Brno | 3:17:56 |
| 2012 | Antonín Klika; Loko Beroun                   | 2:41:00 | Petra Krejčová; Sokol České Budějovice   | 2:59:27 |
| 2013 | Petr Minařík; AK Zlín                        | 2:41:14 | Regina Procházková; Spartak Praha 4      | 3:12:47 |
| 2014 | Mulugeta Serbessa; MUDr. Serbessa, s.r.o.    | 2:35:45 | Ivana Jedličková; Maratón klub Kladno    | 3:14:44 |
| 2015 | Zdeněk Neruda; Atletika Tábor                | 2:42:32 | Michaela Dimitriadu; Želvička Team Praha | 3:08:11 |
| 2016 | Jakub Hurych; Maratón klub Kladno            | 2:47:51 | Michaela Dimitriadu; Želvička Team Praha | 3:23:13 |
| 2017 | Petr Hasoň; Varnsdorf                        | 2:44:43 | Jana Zímová; Maratón klub Kladno         | 3:16:24 |
| 2018 | Jan Sokol; AK Sokolov                        | 2:44:20 | Michaela Dimitriadu; SCHP                | 3:02:57 |
| 2019 | Libor Eremka; Atletika Humpolec              | 2:37:19 | Dominika Miskovič; Perňa systém          | 3:19:20 |
| 2020 | Federico Bordignon, Vicenza Marathon         | 2:36:42 | Lenka Koubková, Hostouň                  | 3:00:29 |
| 2021 | Radek Brunner, SK Babice RUNLAB              | 2:43:58 | Radka Churáňová, TJ Lokomotiva Trutnov   | 3:01:29 |
| 2022 | Karel Splítek, Perňa Systém                  | 2:31:54 | Lenka Koubková, Hostouň                  | 2:54:23 |
| 2023 | Karel Splítek, WINEHOUSE.CZ                  | 2:32:19 | Lenka Koubková, Spartak Praha 4          | 2:59:33 |